# مدرسة الصهريج
مدرسة صهريج أو مدرسة الصهريج  مدرسة في فاس بالمغرب . تقع المدرسة داخل فاس البالي ، المدينة القديمة بالمدينة. تعود المدرسة إلى القرن الرابع عشر خلال العصر الذهبي لفاس تحت الحكم المريني . تقع المدرسة بالقرب من مسجد الأندلس ، وتعد مدرسة السهريج من أقدم المعالم السياحية الشهيرة في مدينة فاس، حيث يتوافد عدد كبير من السياح المغاربة والأجانب لزيارة هذه المعلمة التاريخة، وهي متصلة أيضًا بمدرسة أخرى أصغر، بنيت في نفس الوقت، مدرسة السباعين .

## التاريخ

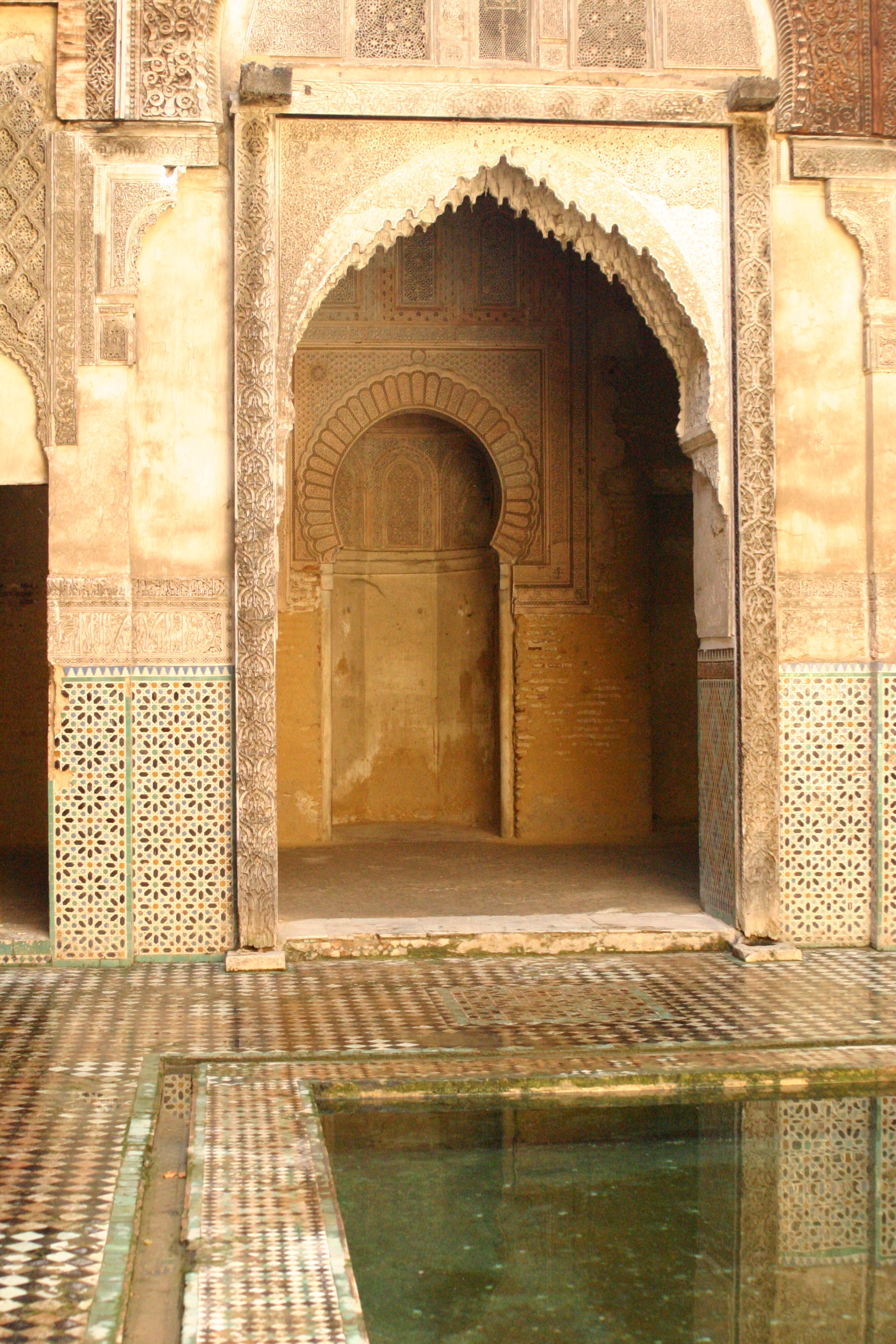
منظر يظهر قاعة الصلاة والمحراب

### خلفية تاريخية ووظيفة
كلف أبو الحسن سنة 1321 ببناء المدرسة . وكان أبو الحسن المريني في ذلك الوقت أميرا ووريثا واضحا لعرش أبيه عثمان بن يعقوب المريني. وبعد وفاة والده، صار أبو الحسن سلطانا في 1331 وراعيًا غزيرًا للمساجد والمدارس في فاس. وحسب ما جاء في المصادر، فقد بنى أبو الحسن المدرسة تكريما لوالده. أتمم البناء سنة 1328.
في البداية، عرفت المدرسة باسم المدرسة الكبرى لأنها كانت أكبر من المدارس الأخرى المتواحدة في المساحة نفسها، كما أن المدرسة تميزت أيضا بتطور ملحوظ في ثراء الزخرفة وبعض القطع القديمة من زليج (بلاط الفسيفساء) الموجود في جميع المدارس المغربية. تخبرنا بعض المصادر أن بناء المدرسة كلف 100 ألف قطعة ذهبية. في وقت لاحق، صارت تعرف بمدرسة الصهريج لأهريج (حوض الماء) الأيقوني في وسط صحنها. بنى أبو الحسن المريني أيضا مدرسة أخرى قربها وسميت بالبداية المدرسة الصغرى. ثم صارت تعرف بمدرسة السباعين (أي:: «مدرسة أولئك الذين يعلمون التلاوات السبع للقرآن») وما زالت تعرف كذلك حتى الآن لأنه، على مايبدو هو تخصص المدرسة. وفرت المدرستان كلتاهما المسكن والتعليم للطلاب الذين يدرسون في جامع الأندلس القريب، مثل مدرستي الصفارين والعطارين الذين يخدمون الطلاب في مسجد القرويين عبر النهر. وكانت المدرستان مرافقتين بخان أو فندق، ولكنه اختفى منذ ذلك الحين.
يدير فقيه المدرسة وشاركه في ذلك مجموعة من المحاضرين وتلاة القرآن مزودين جميعًا بأماكن إقامة ورواتب. وتلقت المدرسة تمويلا (للقيام بأعمل صيانة وتدرسي) من قبل الخيرية الأوقاف المعينة بموجب الأوقاف أو الوقف (الثقة تحت القانون الإسلامي ). زيادة على دورها التعليمي، كانت المدارس المرينية مراكز للحياة الجماعية، تعمل كمساجد، منزل للضيافة ومكان للاحتفالات المحلية.

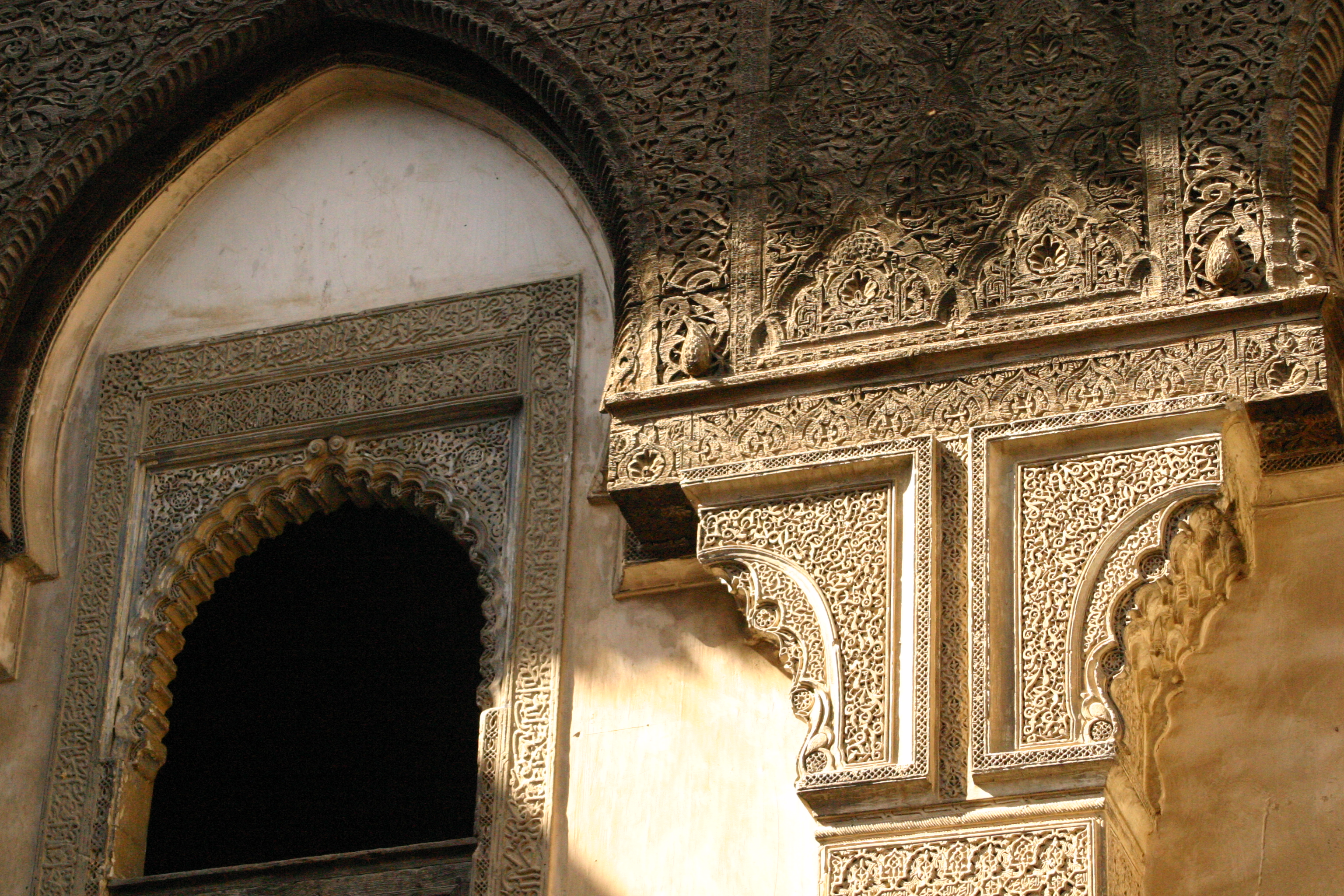
خشب منحوت وجص حول إحدى النوافذ.

### ترميم
رممت المدرسة مرات عدة، فقد رممت في العصر السعدي (أي في القرن السادس عشر حتى بداية القرن السابع عشر) ومرة ثانية بين أعوام 1917 و1924 من طرف Service des Beaux-Arts خلال الحماية الفرنسية على المغرب. بعد ذلك راحت المدرسة ضحية الإهمال. بدأت مبادرات لترميمها في العقظ الأول من القرن الواحد والعشرين من طرف صندوق الآثار العالمي، لكن المدرسة عانت من المزيد من التخريب، بما في ذلك الأضرار الجسيمة التي لحقت بمدرسة السباعين المجاورة في عام 2009 بسبب النهب
. وفي الأخير، تم ترميم المدرستين من قبل وكالة التراث المحلي ADER-Fès وأعيد افتتاحههما سنة 2017 ، كجزء من برنامج أوسع لإعادة تأهيل فاس البالي الذي بدأ في عام 2013.

## هندسة

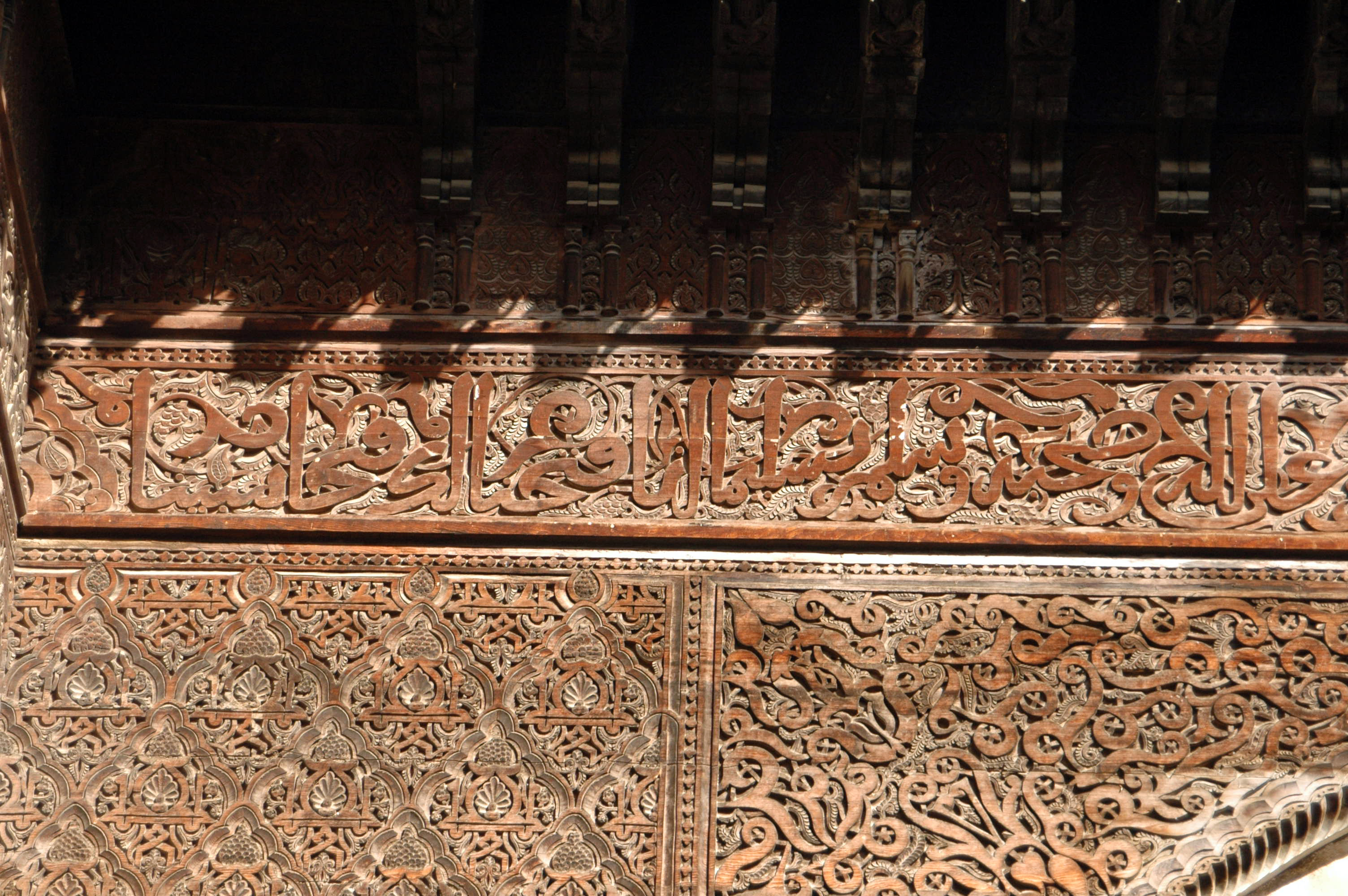
تفاصيل النقوش المحفورة بالخشب والزخارف الأخرى

تصل مساحة المدرسة إلى 478 متر مربع. تتبع المدرسة للطراز المريني السائد للمدارس، بصحن (أي فناء) مستطيل محاط بصالات عرض التي تلعب دور مكان إقامة للطلاب في كلا الجانبين. كما توجد 26 غرفة نوم للطلاب في الطابق الثاني. في الجانب الجنوبي للفناء، مقابل المدخل الرئيسي ، توجد قاعة للصلاة بها محراب. توجد لوحة التأسيس ونقش المبنى في هذه الغرف. الصحن مزحرف ببلاط من الزلبج، خشب منحوت، جص منحوت، بأسلوب شبيه بأسلوب العمارة النصرية من نفس الحقبة ويتجلى ذلك في قصور الحمراء. يتيح الممر المتواجد بين الصحن ومدخل الزقاق الوصول إلى السلالم المؤدية إلى الطابق العلوي ثم إلى فناء آخر أصغر قليلاً ثم إلى الغرب حيث توجد المراحيض.